# 1913年遠東運動會

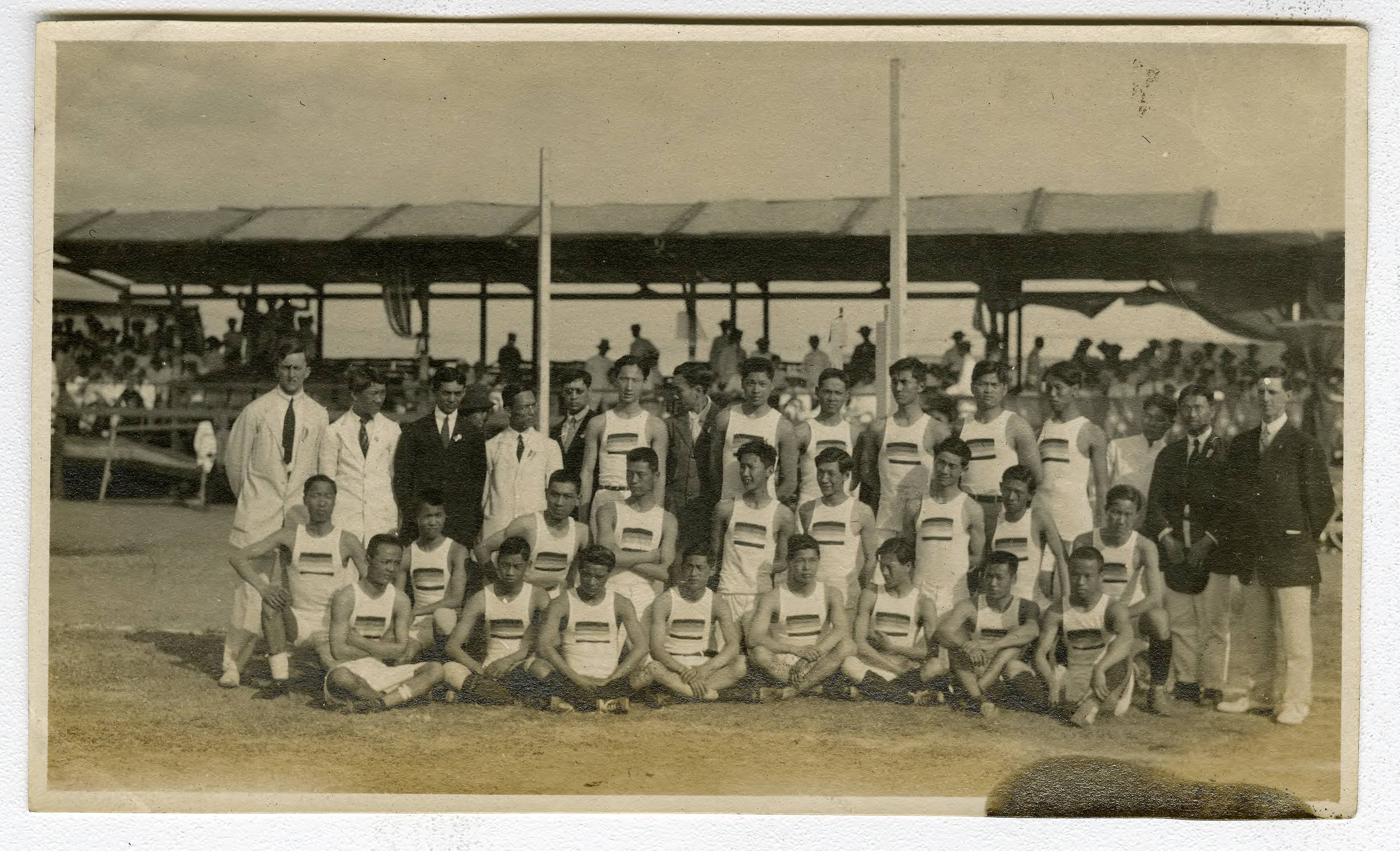
马尼拉远东运动会的中国队

1913年遠東運動會是1913年2月2日至2月7日在菲律宾首府马尼拉举办的第一届远东运动会。

## 运动场
- 马尼拉嘉年华会场Carnival Grounds, Manila

## 参赛国
- 中华民国
- 菲律宾
- 日本

## 成绩
总成绩菲律宾第一，中国第二，日本第三。部分项目比赛成绩如下：
- 田径
  - 110米高栏：中国韦焕章获冠军，成绩为18秒[1]
  - 跳高：中国韦焕章获冠军，成绩为5英尺5又8分之3英寸[1]
  - 跳远：中国陈彦获冠军，成绩为19英尺11又8分之5英寸[1]
  - 10项运动：中国潘文炳获冠军，成绩为771分[1]
- 足球：菲律宾队获冠军，中国队获亚军。菲律宾2：1中国。日本队未参加。[1]
- 排球：菲律宾队获冠军，中国队获亚军。日本队未参加。
- 篮球：菲律宾队获冠军。[1]

## 其他
本届比赛设有排球比赛，只有中国队和菲律宾队参赛。中国队为部分田径、足球、篮球队员临时组队参赛，这也是中国参加的第一场排球国际比赛。本届运动会结束后，参加了此次排球比赛的邱纪祥、许民辉回到其学校——广州南武中学，进行了推广排球的活动。从此中国早期的排球运动以广东为中心发展起来。